# 全國天文週
全國天文週（National Astronomy Week，NAW）是英國每隔幾年舉辦一次的活動，通過著名的天文事件以促進民眾對天文學的關注。

## 活動
在這一週，天文團體、天文館、各級學校和其他機構在英國各地舉辦活動，以促進大眾對天文學的興趣和知識。主辦機關在這一週內透過媒體和英國主要的天文機構進行廣泛的宣導和聯繫，並由許多熱心單位與人事提供資金。活動的形式與範圍有會談、訪問，而成人和兒童有一樣的機會，可以透過一系列的設備觀察天空。天文學和地球物理學這本雜誌介紹了2014年的活動與事件。

### 歷史
全國天文週（NAW）是在1970年代末期因為需要而制定的。由一群專業和業餘的天文學家，以及教師和教育工作者成立小組定義和運作了第一次的活動，並於1979年提出，與在1980年成立了全國天文週和指導委員會。自此之後已經舉辦了如下所示的7次活動。
| 序號 | 年   | 摘要 | 參考資料 |
| ---- | ---- | --- | -------- |
| 1    | 1981 | 為了紀念發現天王星200周年。                                                                                          |          |
| 2    | 1985 | 哈雷彗星回歸。 |          |
| 3    | 1990 | 紀念英國天文學會創立一百年。                                                                                         |          |
| 4    | 1996 | 紀念發現海王星150週年。                                                                                              |          |
| 5    | 2003 | 配合有待商榷的60,000年最接近地球的火星。                                                                             |          |
| 6    | 2009 | 慶祝據說是托馬斯·哈里奧特首度將望遠鏡使用在天文學上400年。 它被作為2009年全球天文年 Syon House指導委員會的主要活動。 | [ 2 ]    |
| 7    | 2014 | 慶祝木星12年的週期中運行到在北半球夜空可能抵達的最高點                                                               | 。       |

### 2014年
第七次的活動定名為"瞄準木星"，時間為2014年3月1-8日。木星在北半球天空中的位置是多年來最高，也是最適合觀賞的，其觀測條件遠遠高於平均的水準。全英國有200項活動，參與的機構包括天文團體、學校、大專院校、童子軍/女童軍。在全國天文週的網站上有詳細的資訊。這次活動在英國被廣泛的報導，例如在天文學和地球物理學雜誌、全國天文週的推特頁面，還有臉書的頁面，也都有相關的資訊。一個特殊的無線電台，呼號為GB1NAW，傳送相關訊息。來自洛克技術中心在全國天文週和之前的一週期間，在白天以7.060MHz和7.200MHz LSB（低側帶），以及在暮光之後以3.600MHz和3.800MHz LSB發送訊息。

## 廣告資助和基金
全國天文週由一些在英國最重要的科學組織，包括科學與技術設施委員會和英國皇家天文學會贊助（和資助）。

## 外部連結
- 官方网站
- Science & Technologies Facilities Council（页面存档备份，存于）
- Royal Astronomical Society（页面存档备份，存于）
- GB1NAW Web page（页面存档备份，存于）